# BK Vita Tiflis
Der BK Vita Tiflis ist ein Basketballclub aus der georgischen Hauptstadt Tiflis, der in der VTB United League spielte.

## Geschichte
Der BK Vita wurde 1992 vom georgischen Geschäftsmann Timur Datikaschwili gegründet.  Der Verein gewann zunächst sechs nationale Meisterschaften in Folge. In den Jahren 1994, 1995 und 1996 startete Vita in europäischen Wettbewerben jedoch ohne nennenswerten Erfolg. Nach dieser Erfolgszeit kam der Verein in finanzielle Schwierigkeiten. Der Club wechselte 2000 den Namen in STU-Geocell und stellte  2008 den Spielbetrieb ein. Im Jahre 2015 wurde der Club unter dem Namen Vita wiedergegründet und bekam ein Startplatz in der VTB United League.

## Erfolge
- Sieger georgische Meisterschaft (6×): 1993–1998